# Pantukan
Pantukan est une localité de la province du Val de Compostelle, aux Philippines. En 2015, elle compte 85 899 habitants.